# Непятнистая бородатка
Непятни́стая борода́тка (лат. Pogonophryne immaculata) — морская антарктическая донная глубоководная рыба семейства бородатковых (Artedidraconidae) отряда окунеобразных (Perciformes). Этот вид пуголовковидной бородатки впервые был найден в 1976 году во время экспедиции аргентинского военного гидрографического судна «Ислас Оркадас» у Южных Оркнейских островов. Описан как новый для науки вид одному экземпляру (самке) в 1981 году американским ихтиологом Ричардом Р. Икиным (Richard R. Eakin). Научное название вида (прилагательное) образовано двумя латинскими словами — приставкой «im-» (не) и «macula» (пятно). Русское и английское («Immaculate plunderfish») названия вида также характеризуют непятнистую окраску этой рыбы.
P. immaculata — среднего размера глубоководная типично донная рыба общей длиной до 27 см. Является эндемиком батиальных вод высокоширотной зоны Южного океана. В настоящее время этот вид известен по девяти экземплярам, пойманным в период 1976—2010 годов у Южных Оркнейских островов и в море Росса на глубинах 800—2542 м. Кроме immaculata род пуголовковидных бородаток (Pogonophryne) включает, как минимум, ещё 22 эндемичны[ для высокоширотной Антарктики видов.
Согласно схеме зоогеографического районирования по донным рыбам Антарктики, предложенной А. П. Андрияшевым и А. В. Нееловым, указанный выше район находится в границах гляциальной подобласти Антарктической области.
Как и у других антарктических бородаток у P. immaculata имеется подбородочный усик, уникальная видоспецифичность строения которого является одной из важнейших характеристик в систематике семейства в целом и особенно в роде Pogonophryne. Кроме того, как и всем прочим антарктическим бородаткам, этому виду свойственна очень крупная голова и отсутствие чешуи на теле (кроме боковых линий), а также жаберные крышки с крупным уплощенным шипом, загнутым вверх и вперед. У P. immaculata, как и у других представителей рода, передняя часть тела несколько сжата дорсовентрально, а при взгляде сверху и снизу тело имеет характерную пуголовковидную форму, сходную с головастиком земноводных.
Непятнистая бородатка изредка встречается в качестве прилова при промысле антарктического клыкача донным ярусом в море Росса.

## Характеристика непятнистой бородатки
Относится к группе видов «P. albipinna». От прочих видов группы отличается следующим комплексом признаков. Подбородочный усик одноцветный — сероватый или беловатый, очень короткий (2—9 % стандартной длины рыбы), без терминального расширения, притупленный на кончике, покрытый мелкими папиллами; при отгибании назад поверх рыла (при закрытом рте) едва достигает заднего края верхней губы. Нижняя челюсть несколько выдается вперед. Спинной плавник у самцов высокий (около 23—27 % стандартной длины), с выраженной передней лопастью. Окраска передней части плавника чёрная, в задней части — чёрная внизу и белая в вверху, вдоль внешнего края плавника. Анальный плавник с черноватым основанием и широкой (около половины высоты плавника) беловатой каймой вдоль нижнего края. Грудные и хвостовой плавники главным образом чёрные, белеющие к концам. Прижизненная окраска всего тела однотонная серо-коричневатая или коричневатая с розоватым оттенком, без тёмных пятен.
В первом спинном плавнике 2 коротких мягких колючих луча; во втором спинном плавнике 27—28 лучей; в анальном плавнике 17—19 лучей; в грудном плавнике 19—20 лучей; в дорсальной (верхней) боковой линии 19—28 пор (трубчатых костных члеников, или чешуй), в медиальной (срединной) боковой линии 12—29 пор; в нижней части первой жаберной дуги тычинки расположены в 2 ряда, общее число тычинок на нижней и верхней частях дуги — 12—16, из них (1—2)+(0—1)+(5—8)=7—9 тычинок во внешнем ряду и (0—1)+(0—1)+(4—6)=5—8 во внутреннем ряду; тычинки внутреннего ряда нижней части дуги покрыты мелкими костными зубчиками. Общее число позвонков 37—38, из них 15—16 туловищных 21—23 хвостовых.

## Распространение и батиметрическое распределение
Ареал циркумполярно-антарктический. Глубоководный вид, известный от Южных Оркнейских островов и из моря Росса с глубин 800—2542 м. На сегодняшний день, судя по глубине поимок, является самым глубоководным видом среди пуголовковидных бородаток. Голотип был пойман донным тралом, все остальные известные особи — донным ярусом.

## Размеры
Относится, скорее всего, к среднеразмерной группе видов рода Pogonophryne: наиболее крупная самка достигала 268 мм общей длины и 209 мм стандартной длины, самец — 252 мм общей длины и 198 мм стандартной длины.

## Образ жизни
Малоподвижная донная рыба — хищник, питающийся как живыми организмами, так и падалью. Восемь из девяти известных на сегодняшний день экземпляров были пойманы на крючки, наживлённые рыбой и кусками (4×3×2 см) гигантского перуанского кальмара (Dosidicus gigas).
Данные по биологии размножения отсутствуют.

## Близкие виды группы «P. albipinna»
Вместе с четырьмя другими непятнистыми видами образует вторую по величине (после группы «P. mentella») и наименее изученную группу рода — «P. albipinna», в которую входят также: белопёрая бородатка (P. albipinna), бородатка ДеВитта (P. dewitti), кнутоусая бородатка (P. stewarti) и бородатка Павлова (P. pavlovi). У P. immaculata самый короткий подбородочный усик в этой группе видов.